# Cash Game

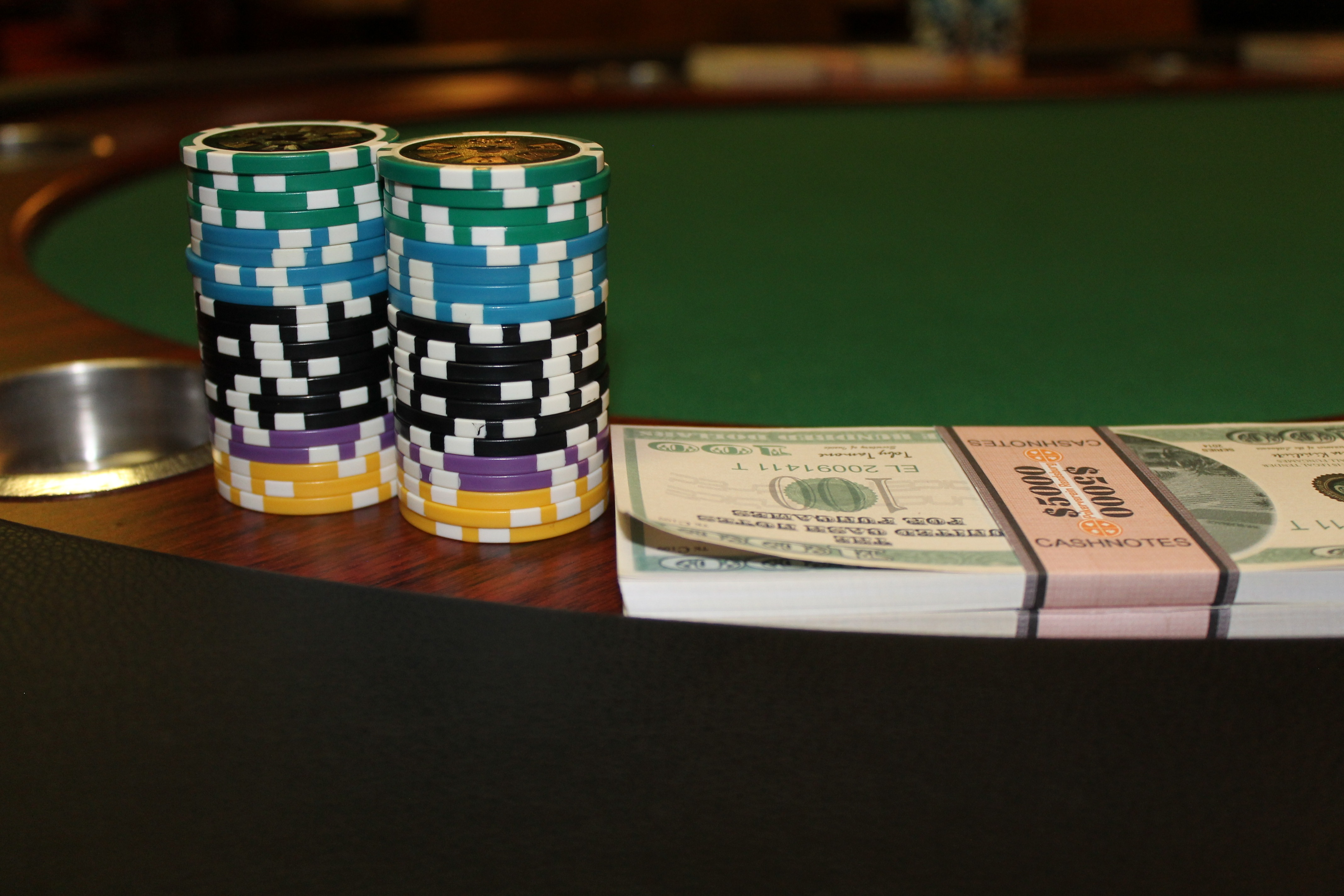
Cash Game

Ein Cash Game (deutsch Bargeld-Spiel), auch Ring Game genannt, ist eine Art des Kartenspiels Poker. Im Gegensatz zum Turnierpoker können Spieler jederzeit ins Spiel einsteigen oder ihre Chips ausbezahlen lassen und den Tisch verlassen. Als Einsätze fungieren Jetons oder Bargeld.

## Unterschiede zum Turnier
Im Unterschied zu Turnieren ist der Spielablauf relativ gleichmäßig:
- Die Blinds und gegebenenfalls Ante sind auf einem festen Niveau und steigen nicht an.
- Die Spielerzahl am Tisch verändert sich gar nicht oder kaum (Unterschied zum Sit and Go).
- Die Gegenspieler sind bekannt (Unterschied zum Großturnier, wo man bis auf den Final Table zwar immer gegen gleich viele, aber wechselnde Gegner spielt)

Bei Turnieren ist das Buy-in eine Art Eintrittsgeld, das bei frühem Ausscheiden verloren geht. Der Spieler strebt danach, möglichst weit zu kommen, um „ins Geld“ zu kommen und etwas zu gewinnen. Das Buy-In finanziert die Turniergewinne und die fixe Gebühr des Veranstalters. Auch Cash-Games haben oft etwas, was man Buy-in nennt. Dies hat aber einen völlig anderen Charakter, da es nur das mitgebrachte Spielkapital nach oben und unten begrenzt. Spieler sollen eine dem Tischlimit angemessene Mindestsumme mitbringen. Andererseits gibt es vor allem im No Limit auch eine Maximalsumme, die man zu einem Tisch mitbringen kann, da ein großer Stack als taktischer Vorteil gilt. Man kann also die Höhe des so genannten Buy-Ins anfangs zwischen einer unteren und einer oberen Grenze frei wählen.
Man spielt zu Hause mit Bargeld oder im Casino (und zu Hause) mit Jetons. Alle Jetons, die sich im Spiel befinden, haben einen 1-zu-1-Wert, was zur Folge hat, dass jeder Spieler zu jeder Zeit all seine Chips vom Tisch nehmen kann, um sie gegen Bargeld einzulösen (oder sich an einen anderen Tisch zu setzen). Falls ein Spieler unter das maximale Buy-In zurückfällt, kann er jederzeit wieder bis zum Maximalbetrag zukaufen. 
Das Cash Game kennt einige Besonderheiten und Praktiken, die im Turnier unbekannt, teilweise sogar verboten sind.
Darunter sind das Pot Chopping, das Card Flashing und das Multiple Dealing.
Cash Games sind viel flexibler als Turniere. Während bei einem Turnier nach dem Start niemand mehr nachbuchen kann, kann man bei Cash Games jederzeit dem Tisch beitreten – vorausgesetzt, es sind noch Plätze verfügbar – und ihn verlassen, wenn man will. 
Während das Medieninteresse stark auf das Turnierspiel ausgerichtet ist und die Turniergewinne miteinander verglichen werden, bleiben die Cash Game Ergebnisse im Verborgenen. Schon daher lässt es sich schwer sagen, wer der erfolgreichste Pokerspieler der Welt ist. Es gibt ausgesprochene Cash-Game-Spezialisten im Poker wie etwa Chip Reese, Barry Greenstein, Todd Brunson und Ted Forrest. 

## Vorteile gegenüber Turnieren
Zum einen ist es weit verbreitet, dass der Glücksfaktor bei einem Cash Game deutlich geringer ist als bei einem Turnier, da der Spieler seine Chips jederzeit auslösen kann und nicht durch hohe Blinds zu Aktionen bewegt wird. Auf der anderen Seite hat ein Teilnehmer auch die Möglichkeit, seine Mitspieler genauer zu studieren, als es bei einem Turnier möglich wäre. Außerdem ist man bei Cash Games meistens mit etwa gleich starken Mitspielern konfrontiert. Viele Spieler schätzen auch die Möglichkeit, mehr Kontrolle über ihre Bankroll, also ihren Kontostand, zu haben, da man ja den Betrag für Ein- und Auskauf mehr oder weniger frei bestimmen kann. Des Weiteren kann ein Teilnehmer den Tisch auch zu jeder Zeit verlassen, er ist also nicht eine bestimmte Zeit an einen Wettbewerb gebunden wie bei einem Turnier.

## Nachteile gegenüber Turnieren
Ein Cash Game hat allerdings auch einige Nachteile gegenüber einem Turnier. So kann einem Spieler ein Bad Beat oder eine unerwartete Niederlage einer Hand eher zum Verhängnis werden als bei einem Turnier, da bei einem All In meistens mehr Geld im Spiel ist, als ein Buy-In bei einem Turnier ausmacht. 
Cash Games werden auch weniger oft für Fernsehübertragungen verwendet, da der Reiz eines großen Turnieres fehlt. Durch die Formate High Stakes Poker und Poker After Dark ist aber auch diese Spielform sehr bekannt geworden.

## Sonstiges
- Bei Casinos und bei Onlinepokerräumen wird von jedem größeren Pot ein gewisser Betrag einbehalten (Rake).
- Bei der Fernsehserie High Stakes Poker spielen die bekanntesten Profis in Form eines Cash Games. Die Blinds liegen dabei bei 300/600 $ bei 100 $ Ante. Der Mindesteinkauf liegt bei 100.000 $, doch einige Spieler kauften sich für bis zu 1.000.000 $ ein, was die Folge hatte, dass zum Teil gigantische Pots entstanden.
- Eines der bekanntesten öffentlichen Cash Games findet im Bellagio statt. Man muss mindestens 20.000 $ mitbringen, um in Bobbys Room mitspielen zu können.